# Pirra

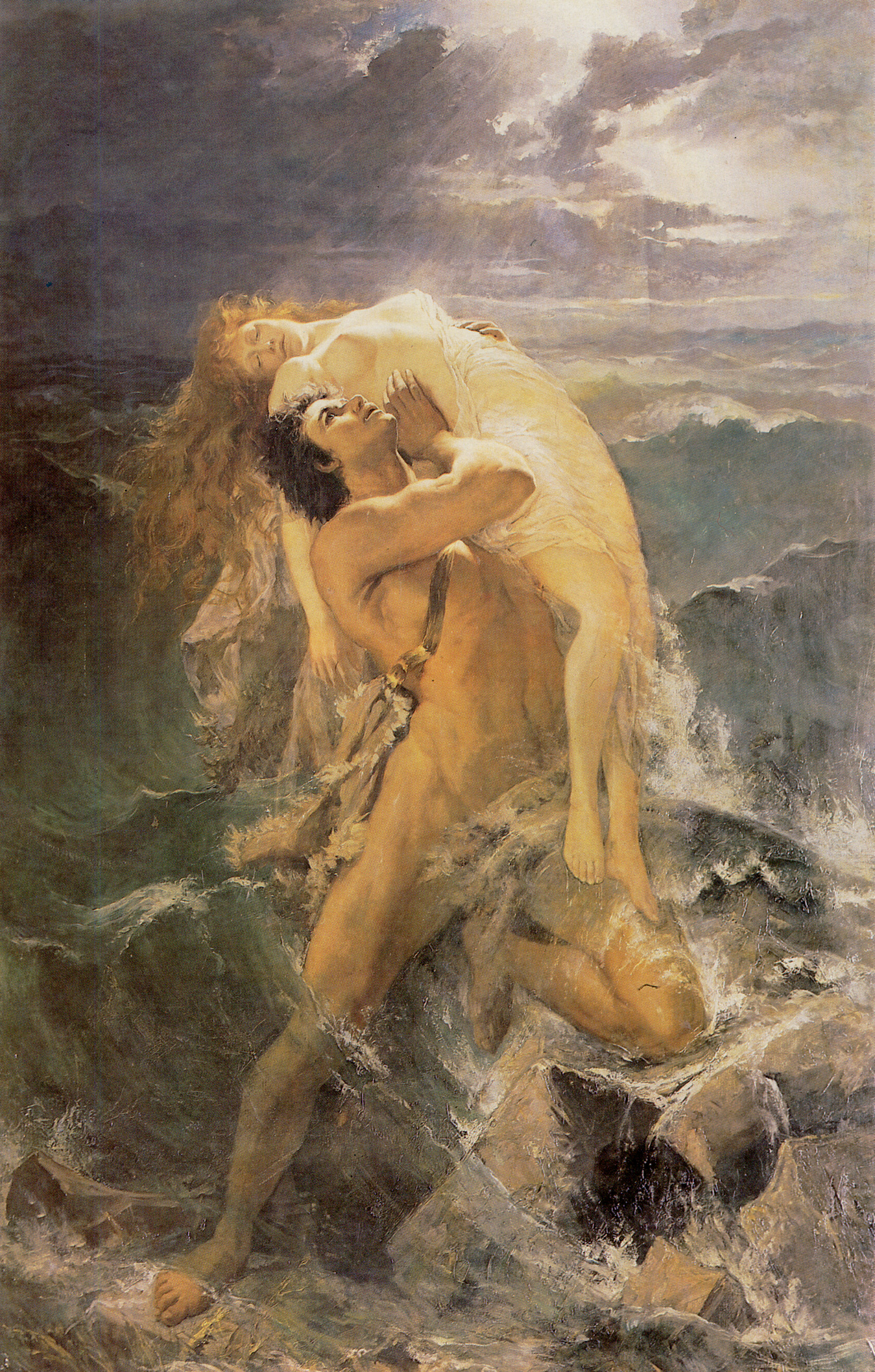
Óleo en lienzo de Paul Merwart (1855 – 1902): El diluvio o Deucalión manteniendo en alto a su mujer. Galería de Arte de Leópolis.

En la mitología griega, Pirra (en griego: Πύρρᾱ, Pýrra) era hija de Epimeteo y Pandora, y fue la esposa de Deucalión. Una fuente tardía dice, confusamente, que era hija de Prometeo.  La etimología de su nombre no está clara, pero parece que deriva del latín pyrrhus, a su vez del vocablo griego πυρρός, purrhos, esto es, del color «de la llama», o simplemente «rubicunda» o «rubia». Esta cualidad era especialmente aludida por los poetas latinos, en especial Horacio y Ovidio, que también añade el carácter devoto y piadoso de Pirra. Este último autor también la denomina como titania (traducción ovidiana del griego titánide), por ser hija del titán Epimeteo. Higino dice que Pirra fue la primera mujer mortal que nació.  Otros dicen que Tesalia se llamaba antiguamente Pirrea en honor a Pirra.

## El mito del diluvio y la creación del humano
En la Biblioteca mitológica se narra que, cuando Zeus decidió finalizar la fabulosa Edad de Bronce con un gran diluvio, Deucalión y Pirra sobrevivieron gracias a que Prometeo le advirtió a su hijo, y este construyó un arca. Cuando cesó el diluvio, Zeus, complacido por la piedad de Deucalión, le concedió el poder de repoblar la tierra arrojando rocas que se convertían en hombres. Las rocas que arrojaba Pirra se convirtieron en mujeres, pero no ha sobrevivido ninguno de sus nombres.
Otra versión cuenta que cuando el diluvio hubo terminado y la pareja volvió a tierra firme, Deucalión consultó un oráculo de Temis sobre cómo repoblar la tierra. Se le dijo que arrojase los huesos de su madre por encima de su hombro. Deucalión y Pirra entendieron que "su madre" era Gea, la madre de todos los seres vivientes, y que los "huesos" eran las rocas. Así que tiraron piedras por encima de sus hombros y éstas se convirtieron en personas.

## Descendencia
Según la Biblioteca figura la siguiente lista de hijos de Pirra y Deucalión: Helén, Anfictión y Protogenia, antepasados de la mayoría de los pueblos griegos. Otras fuentes en cambio dicen que sus hijos, siempre con Deucalión, fueron Pagano, Oresteo o Melantea, madre del epónimo Delfo. Otros más, confundiendo variantes, dicen que Pirra le dio a Zeus a un tal Helmeteo (acaso una variante gráfica de Helén)o que el padre de Helén fue Prometeo. En un escolio, aunque confuso, dice que Deucalión tomó por mujeres a Pirra, la hija de Epimeteo, y a Pandora, la cual había sido dada por mujer a Epimeteo a cambio del fuego.

## En elCatálogo de mujeres
Según el Catálogo de mujeres de Hesíodo, tres fueron las hijas de Deucalión y Pirra: Tuya, Pandora y Protogenia, las cuales fueron amadas por Zeus. La inclusión de Pirra en el poema ya denota la antigüedad de este personaje. Si bien se considera a Pandora como la primera mujer en la mitología, realmente su hija Pirra fue «la primera mortal que nació», palabras atestiguadas por Higino, que probablemente siguiese a Hesíodo en su texto. Esta situación es corroborada por Píndaro, que hace alusión a los «hijos de las hijas de la raza de Jápeto y de los muy poderosos Cronidas», aludiendo a Pirra como la primera de las mujeres que tuvo unión con Zeus. En efecto se presupone que el Catálogo de mujeres comienza con la unión de Pirra y Zeus, quienes engendraron a Helén, el primero de los reyes de la sangre de Zeus. De nuevo Higino confirma esta filiación y en un escolio se nos dice que «Helén era hijo de Zeus por nacimiento, de palabra lo era de Deucalión». De esta manera la humanidad descendería de Deucalión y Pirra, pero los reyes estrictamente de Pirra, y de ahí su importancia en los mitos primitivos. No obstante existen otras versiones posteriores que dicen que Níobe, la hija de Foroneo, fue la primera mortal amada por Zeus.

## Otras denominaciones de Pirra
Pirra fue también el nombre con el que se conoció a Aquiles cuando se ocultó, disfrazado de doncella, en la corte del rey Licomedes. El nombre le fue dado porque tenía los cabellos rubios.

## Referencias

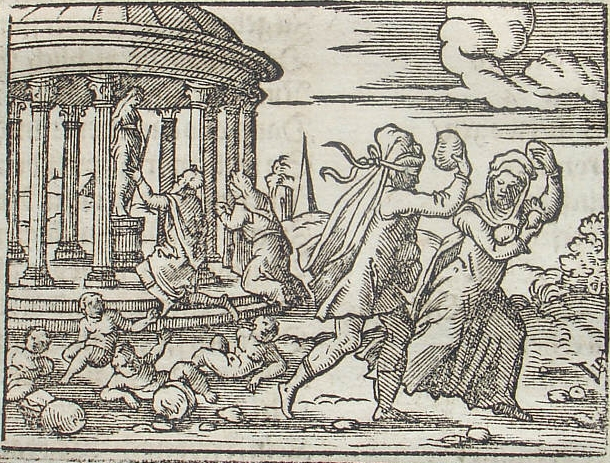
Grabado de Virgil Solis para una edición de la obra de Ovidio Las metamorfosis: Deucalión y Pirra.